# Lecythis pneumatophora
Lecythis pneumatophora är en tvåhjärtbladig växtart som beskrevs av Scott A. Mori. Lecythis pneumatophora ingår i släktet Lecythis och familjen Lecythidaceae. Inga underarter finns listade i Catalogue of Life.